# Assessio
Assessio är ett svenskt företag som arbetar med human resources och genom att förutse framgång och förbättrar prestation genom datadriven psykologi. Assessio består av två affärsområden, en verksamhet som utvecklar arbetspsykologiska test och en konsultverksamhet som arbetar gentemot HR-avdelningar på företag och organisationer. 
Företaget registrerades 1946 och verksamheten startades 1954 av svenska Psykologförbundet. År 1991 köpte Hunter Mabon verksamheten. 2019 såldes Assessio till det nederländska investmentbolaget Main Capital Partners. Idag ingår även nederländska bolagen HFM TalentIndex och Eelloo (idag Assessio Bloom) samt danska People Test Systems i koncernen. Tillsammans bildar de Assessio-gruppen och har över 1800 kunder över hela världen. 2023 förvärvades Assessio av Pollen Street Capital.  